# Vitorino Nemésio
Vitorino Nemésio (né le 19 décembre 1901 à Praia da Vitória - mort le 20 février 1978 à Porto) est un écrivain portugais né sur l'île de Terceira, dans l'archipel des Açores. Son premier recueil de poèmes a été écrit en français (La Voyelle promise publié en 1935), le reste de son œuvre en portugais.

## Biographie
Considéré comme l'un des meilleurs poètes portugais du XXe siècle, il fut également romancier, critique, professeur puis directeur de l'université de Lisbonne, et le fondateur de la revue littéraire la Revista de Portugal. Il fut même animateur d'une émission de télévision dans les années 1970.
Sa première publication est un recueil de nouvelles en 1924. Son chef-d'œuvre, le roman Mau Tempo no Canal (Gros temps sur l'Archipel, initialement traduit sous le titre Le Serpent aveugle), date de 1944. 

## Distinctions
- Grand-croix de l'ordre de Sant'Iago de l'Épée